# Nuralagus rex
O Nuralagus rex é uma espécie extinta de coelho da família Leporidae que viveu há cerca de 5 milhões de anos e pesava entre 12 e 15 kg. A espécie era endêmica da ilha de Minorca, no mar mediterrâneo, e viveu do Mioceno (Messiniano) até o início do Plioceno.